# 3-South
3-South è una serie televisiva animata statunitense del 2002, creata da Mark Hentemann e diretta da Ron Hughart.
La serie è incentrata sulle avventure dei due amici Sanford e Del al Barder College. Con l'eccezione del loro compagno di stanza Joe, il più responsabile e intelligente del college, quasi tutti gli studenti sono inetti e sconsiderati.
La serie è stata trasmessa per la prima volta negli Stati Uniti su MTV dal 7 novembre 2002 al 16 gennaio 2003, per un totale di 10 episodi ripartiti su una stagione.

## Episodi
| nº | Titolo originale   | Prima TV USA     |
| -- | ------------------ | ---------------- |
| 1  | College Material   | 7 novembre 2002  |
| 2  | Stomach Pump       | 14 novembre 2002 |
| 3  | New Friends        | 21 novembre 2002 |
| 4  | My Name is Todd W. | 28 novembre 2002 |
| 5  | Del Gets Sick      | 5 dicembre 2002  |
| 6  | Fraternity         | 12 dicembre 2002 |
| 7  | Coke Addicts       | 19 dicembre 2002 |
| 8  | Midnight Del       | 2 gennaio 2003   |
| 9  | Joe Gets Expelled  | 9 gennaio 2003   |
| 10 | 100 Yr. Old Man    | 16 gennaio 2003  |
| 11 | Top Dogs           | inedito          |
| 12 | Cock Tale          | inedito          |
| 13 | Fake I.D.          | inedito          |

## Personaggi e doppiatori

### Personaggi principali
- Sanford Reilly, doppiato da Brian Dunkleman.
- Del Swanson, doppiato da Brian Posehn.
- Joe Tate, doppiato da Mark Hentemann.

### Personaggi ricorrenti
- Todd Wolfschmidtmansternowitz, doppiato da Brian Posehn.
- Ed Bickel, doppiato da Mark Hentemann.
- Dean Earhart, doppiato da Jeffrey Tambor.
- Felicity, doppiato da Lori Alan.
- Cindy Reilly, doppiato da Kathleen Wilhoite.
- Dott. Heminger.